# سلول تغییر
سلول تغییر ساختار پایه در الکترونیک قدرت است که شامل یک سوئیچ الکترونیکی (امروزه از نیمه هادی‌های قدرتمند استفاده می‌کنند، نه یک سوئیچ مکانیکی) و یک دیود. به‌طور سنتی به عنوان یک برش دهنده شناخته می‌شد، اما از آنجا که منبع تغذیه سوئیچ تبدیل به یک شکل عمده تبدیل انرژی شد، این اصطلاح جدید محبوب تر شده‌است.
هدف اصلی این سلول تغییر قدرت و ولتاژ dc به موج مربعی جربان متناوب است. این کار به این صورت است که یک سلف و یک خازن را می‌توان در یک مدار LC برای تغییر ولتاژ استفاده کرد؛ و در عمل، بازدهی بالاتر از ۸۰–۹۰٪ به‌طور معمول به دست می‌آید. سپس معمولاً خروجی وارد یک فیلتر می‌شود تا ولتاژ dc تولید کند. با کنترل زمان روشن و خاموش (کلید کار) سوئیچ در سلول تغییر، ولتاژ خروجی می‌تواند تنظیم شود. این اصل اساسی هسته ی اکثر منابع تغذیه مدرن از مبدل‌های کوچک dc-dc در دستگاه‌های دستی تا ایستگاه‌های عظیم سوئیچینگ برای انتقال ولتاژ بالا ی dc است.

## اتصال دو قطعه قدرت
یک سلول تغیر شامل دو قطعه قدرت است که اغلب به عنوان منابع اشاره می‌شوند هر چند که می‌توانند قدرت هم جذب و هم تولید کنند.

Fig. ۱:: پیکربندی‌های مختلف که غیرممکن است: اتصال کوتاه منبع ولتاژ، منبع جریان در یک مدار باز، دو منبع ولتاژ به صورت موازی، دو منبع جربان در سری. هر یک از این مدارها باعث شکست و تولید مقدار زیادی از حرارت خواهند شد!

Fig. ۲:: همان‌طور که با منابع ولتاژ و جریان، انتقال مستقیم انرژی از یک خازن به دیگری یا از یک سلف به دیگری، باید اجتناب شود، زیرا که باعث زیان‌های مهم می‌شود..

برخی از الزامات برای اتصال منابع قدرت وجود دارد. تنظیمات غیرمنتظره در شکل ۱ ذکر شده‌است. آن‌ها اساساً عبارتند از:
1. یک منبع ولتاژ نمی‌تواند اتصال کوتاه شود، زیرا اتصال کوتاه یک ولتاژ صفر را اعمال می‌کند که با ولتاژ تولید شده از منبع تناقض دارد.
2. به همان دلیل قبل، یک منبع جاری را نمی‌توان در یک مدار باز قرار داد.
3. دو (یا بیشتر) منابع ولتاژ را نمی‌توان به‌طور موازی متصل کرد، چرا که هر یک از آن‌ها سعی می‌کنند ولتاژ مدار را اعمال کنند.
4. دو (یا بیشتر) منابع جریان را نمی‌توان به صورت سری به هم متصل کرد، زیرا هر کدام از آن‌ها سعی می‌کنند جریان را در حلقه قرار دهند.

این امر به منابع کلاسیک (باتری، ژنراتور)، بلکه برای خازن‌ها و سلف‌ها نیز اعمال می‌شود: در یک مقیاس زمانی کم، یک خازن با یک منبع ولتاژ یکسان است و یک سلف با یک منبع جاری یکسان است. اتصال دو خازن با ولتاژ مختلف به موازات در نتیجه اتصال دو منبع ولتاژ، یکی از اتصالات ممنوعه شکل ۱ است.
شکل ۲ کارایی ضعیف چنین اتصال را نشان می‌دهد. یک خازن با ولتاژ V شارژ می‌شود و به یک خازن با همان ظرفیت متصل شده، اما تخلیه می‌شود.
قبل از اتصال انرژی در مدار برابر، ۱۲ 𝐶 𝑉2E = و مقدار Q برابر Q=C.U است.
پس از اتصال، مقدار Q ثابت است؛ و خازن معادل برابر 2C است؛ بنابراین ولتاژ اعمال شده به خازن‌ها برابر 𝑄۲𝐶=𝑉۲ است. انرژی در مدار برابر 𝐸۲ است.
بنابراین نصف انرژی در هنگام اتصال از بین رفته‌است.
همین اتفاق در اتصال سری دو سلف رخ می‌دهد. جریان شار مغناطیسی (φ = L I) قبل و بعد از تعویض ثابت است. سلف معادل بعد از اتصال برابر 2L است، جریان نیز 𝐼۲ (در شکل ۲ ببینید) می‌شود. انرژی قبل از اتصال برابر ۱۲ 𝐿 𝐼۲ است. بعد از اتصال برابر ۱۲ 𝐿 (𝐼۲)۲ می‌شود. باز هم دوباره نصف انرژی هنگام اتصال از بین می‌رود. در نتیجه، می‌توان دید که سلول سوئیچینگ می‌تواند تنها یک منبع ولتاژ را به یک منبع جریان متصل کند (و بالعکس). با این حال با استفاده از سلف‌ها و خازن‌ها می‌توانیم رفتار یک منبع را تغییر دهیم: به عنوان مثال دو منبع ولتاژ را می‌توان به یک مبدل وصل کرد اگر آن مبدل از یک سلف برای انتقال انرژی استفاده کند.

## ساختار یک سلول تغییر
همان‌طور که در بالا گفته شد، یک سلول تغییر باید بین یک منبع ولتاژ و یک منبع جریان قرار گیرد. بسته به وضعیت سلول، هر دو منبع یا متصل، یا جدا شده‌است. هنگام جدا شدن، منبع جریان باید اتصال کوتاه شود، زیرا وجود جریان در یک مدار باز غیرممکن است.
بنابراین شماتیک اساسی یک سلول تعویض در شکل ۳ (بالا) داده شده‌است. این دو سوئیچ با حالت‌های متضاد استفاده می‌شود: در شکل بندی شکل ۳ نشان داده شده‌است، هر دو منبع جدا شده‌اند و منبع جریان اتصال کوتاه شده‌است. هنگامی که سوئیچ بالا روشن است (و سوئیچ پایین خاموش است)، هر دو منبع وصل می‌شوند.
در واقع، همگام سازی کامل بین سوئیچ‌ها غیرممکن است. در یک نقطه در طول تعویض، آن‌ها هر دو (به طوری اتصال کوتاه شدن منبع ولتاژ) یا خاموش (رها کردم منبع جریان در یک مدار باز) می‌شود.
به همین دلیل یکی از سوئیچ‌ها باید با یک دیود جایگزین شود. یک دیود یک دستگاه تغییر طبیعی است، به عنوان مثال حالت آن توسط خود مدار کنترل می‌شود. آن را در لحظه دقیق آن را روشن یا خاموش خواهد شد. نتیجه استفاده از یک دیود در یک سلول تعویض این است که آن را یک جهته می‌سازد (نگاه کنید به شکل ۳). سلول دو طرفه می‌تواند ساخته شود، اما اساساً معادل دو سلول دو طرفه است که به‌طور موازی متصل می‌شوند.

## سلول تغییر در مبدل
سلول سوئیچینگ را می‌توان در هر مبدل قدرت الکترونیکی پیدا کرد. بعضی از مثال‌ها در شکل ۴ آورده شده‌است. همانگونه که مشاهده می‌شود، یک منبع «جریان» (در واقع یک حلقه که دارای یک سلف است) همیشه بین نقطه میانی و یکی از اتصالات خارجی سلول تغییر متصل می‌شود، در حالی که یک منبع ولتاژ یا یک خازن یا یک اتصال سری در مجموعه ای از منبع ولتاژ و خازن) همیشه به دو اتصال خارجی متصل می‌شود.